# عباس‌لیک، بیلکیک
عباس‌لیک، بیلکیک (به لاتین: Abbaslık, Bilecik) یک  Köy  در ترکیه با جمعیت ۱۰۳ نفر است که در استان بیله‌جک واقع شده‌است.